# Automatic for the People
Automatic for the People is het achtste album van de Amerikaanse alternatieve-rockband R.E.M. en hun derde album bij label Warner Bros., uitgebracht in 1992. Ondanks dat R.E.M. zich had voorgenomen een harder rockalbum te maken dan de voorganger Out of Time (1991), waarop voornamelijk akoestische geluiden te horen waren, week de groep hier uiteindelijk van af en creëerde zij een album dat muzikaal nog meer ingetogen klinkt en sterfte als centraal thema behandelt. De hoes van het album is een foto genomen door zanger Michael Stipe en die hij ophing in de studio tijdens het opnemen van het album, dat oorspronkelijk de titel Star had moeten dragen. Hij nam de foto op Miami's Biscayne Boulevard in de buurt van waar het album werd opgenomen, de ster sierde de top van het Sinbad Motel, dat er nog steeds is, hoewel de ster er niet meer is. De overige foto’s van het album werden gemaakt door de Nederlandse fotograaf Anton Corbijn.
Met Automatic for the People bereikte R.E.M. de tweede plaats in de Billboard 200, de Amerikaanse hitlijst voor muziekalbums. Er zijn wereldwijd meer dan zestien miljoen exemplaren van verkocht. Zes van de liedjes op het album zijn tevens als single uitgebracht. Automatic for the People staat beschreven in het boek 1001 Albums You Must Hear Before You Die. Het Amerikaanse muziekblad Rolling Stone plaatste het album op de 249ste plaats in hun lijst van de vijfhonderd beste albums aller tijden.

## Achtergrond en opname
Na promotionele taken voor hun vorige album Out of Time in mei 1991, begonnen de leden van R.E.M. te werken aan hun volgende album. De opnames startten in de eerste week van juni. Gitarist Peter Buck, bassist Mike Mills en drummer Bill Berry ontmoetten elkaar diverse malen per week in een repetitiestudio om te werken aan nieuw materiaal. Een keer per maand zouden zij een week pauze nemen. De muzikanten wisselden geregeld van instrument. Buck speelde mandoline, Mills piano of orgel en Berry de basgitaar. Buck verklaarde dat componeren zonder drums productief werkte voor de bandleden.
De band was van plan een ruiger rockalbum te maken na Out of Time. Tijdens repetities poogden zij snellere rocknummers te schrijven, maar het lukte ze niet om meer dan zes liedjes te componeren die op het album zouden kunnen komen. Toen het tijd werd om demo's te maken, namen de bandleden de nummers op in hun standaard bezetting. Volgens Buck namen de bandleden ongeveer dertig nummers op. Zanger  Michael Stipe was niet aanwezig bij deze opnamesessies, in plaats daarvan gaven zij hem de voltooide demos aan het begin van 1992. Stipe omschreef de muziek in een interview in het muziekblad Rolling Stone eerder dat jaar als zeer mid-tempo, erg prettig gestoord en meer akoestisch, meer op orgel gebaseerd en met minder drums. In februari nam R.E.M. nog een set met demo's op in Daniel Lanois' Kingsway Studios in New Orleans.
Voor de titel van het album ontleende de band inspiratie aan Weaver D's Delicious Fine Foods, een café op 1016 East Broad Street in Athens (Georgia), waar aan de buitenkant van het café de slogan Delicious Fine Foods - Automatic For The People is te lezen.
De groep besloot op 30 maart de eindopnamen met co-producer Scott Litt op te nemen in de Bearsville Studios in Woodstock, New York. De band nam de overdubs op in Miami en New York. De strings zijn opgenomen in Atlanta. Na de afronding van de opnamesessies in juli werd de muziek gemixt in de Bad Animals Studio in Seattle.

## Muziek en songteksten
Ondanks R.E.M.'s aanvankelijke wens om na Out of Time een door gitaarmuziek gedomineerd rockalbum te maken, merkte muziekrecensent David Fricke op dat Automatic for the People veel ingetogener en melancholischer is. Peter Buck suggereerde de richting voor het nieuwe album. Het album behandelt de thema's verlies en rouw.
De nummers "Drive", "The Sidewinder Sleeps Tonite", "Everybody Hurts" en "Nightswimming" bevatten strijkersarrangementen van voormalig Led Zeppelin-bassist John Paul Jones. Volgens Fricke wordt het album in feite bepaald door de ballads die erop staan en hij merkte op dat het album maar drie rocknummers bevat: "Ignoreland", "The Sidewinder Sleeps Tonite" en "Man on the Moon".

## Nummers
Alle nummers zijn geschreven door Bill Berry, Peter Buck, Mike Mills en Michael Stipe.
1. "Drive" – 4:31
2. "Try Not to Breathe" – 3:50
3. "The Sidewinder Sleeps Tonite" – 4:06
4. "Everybody Hurts" – 5:17
5. "New Orleans Instrumental No. 1" – 2:13
6. "Sweetness Follows" – 4:19
7. "Monty Got a Raw Deal" – 3:17
8. "Ignoreland" – 4:24
9. "Star Me Kitten" – 3:15
10. "Man on the Moon" – 5:13
11. "Nightswimming" – 4:16
12. "Find the River" – 3:50